# Взрыв бензовоза во Фритауне (2021)
Взрыв бензовоза во Фритауне — взрыв, произошедший 5 ноября 2021 года в 22:00 UTC в столице Сьерра-Леоне Фритауне. В результате взрыва погибли 144 человека, ещё более 100 человек ранены.

## Взрыв
5 ноября 2021 года в 22:00 по местному времени (совпадает с UTC) на одном из перекрёстков Фритауна произошло ДТП. Грузовик столкнулся с бензовозом. Топливо разлилось по дороге. Местные жители попытались собрать его в контейнеры.  Взрыв привел к появлению огромного огненного шара, который охватил автомобили и людей, застрявших в пробке, возникшей в результате столкновения. Двое водителей вышли из автомобилей и предупредили людей держаться подальше от места происшествия. 

## Последствия
Многие из жертв оказались в ловушках в транспортных средствах. Все люди, находившиеся в загоревшемся автобусе, погибли. Ближайшие магазины и рынки загорелись после разлива топлива на улицах. На кадрах, транслируемых местными СМИ, видны обугленные тела, окружающие бензовоз. Первоначально было подтверждено, что в результате взрыва умерло не менее 99 человек, а ещё более 100 человек получили ранения. Число погибших увеличилось до 131 через пять дней после взрыва.